# Stefan Michnik
Stefan Michnik (28. září 1929 – 27. července 2021) byl polský stalinistický vojenský soudce židovsko-polsko-ukrajinského původu. Je poloviční bratr novináře Adama Michnika, šéfredaktora deníku Gazeta Wyborcza.
V rané fázi komunistického režimu v Polsku se jako soudce ve vykonstruovaných procesech podílel na perzekucích a justičních vraždách jeho odpůrců. Během protikomunistických protestů v roce 1968 uprchl ze země, a když neuspěl ve snaze získat vízum do USA, usadil se ve Švédsku.
Po pádu komunistického režimu v Polsku byl činěn odpovědným za zločiny ve službách komunistické justice. Švédsko jej ale v roce 2010 odmítlo vydat do Polska k potrestání s tím, že podle jeho zákonů jsou zločiny, za které má být souzen, promlčeny. Na podzim 2018 Polsko požádalo o jeho vydání znovu, přičemž v odůvodnění výslovně uvedlo podíl na justičních vraždách 50. let.